# Zygomolgus poucheti
Zygomolgus poucheti is een eenoogkreeftjessoort uit de familie van de Lichomolgidae. De wetenschappelijke naam van de soort is voor het eerst geldig gepubliceerd in 1891 door Canu.